# Francesco Lojacono
Francesco Lojacono (* 26. Mai 1838 in Palermo; † 26. Februar 1915 ebenda) war ein italienischer Landschaftsmaler auf Sizilien.

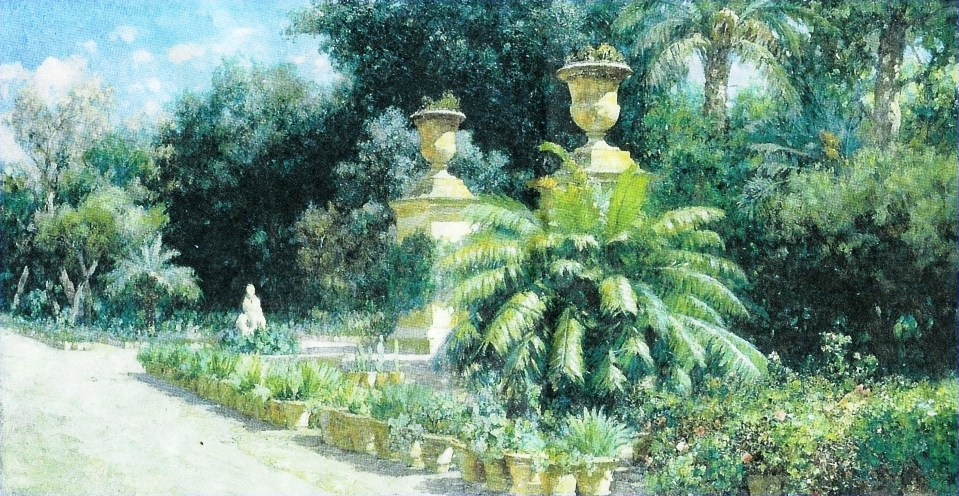
Francesco Lojacono: Der Orto Botanico von Palermo

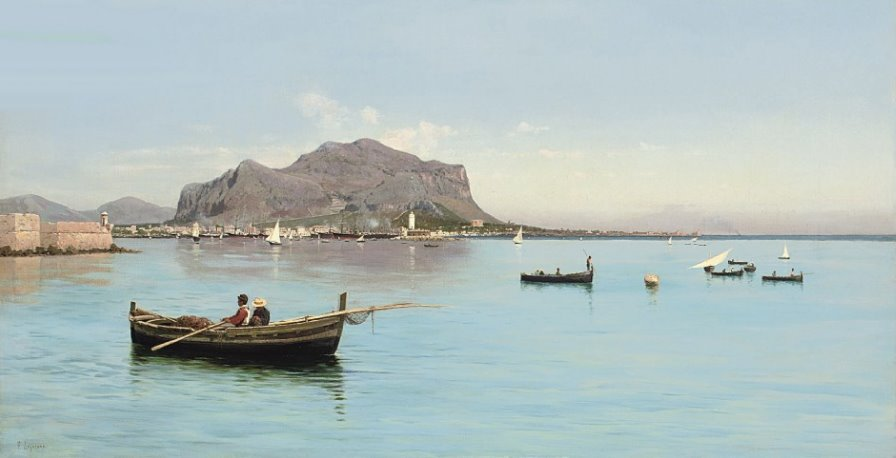
Francesco Lojacono: Fischer vor dem Monte Pellegrino (Palermo)

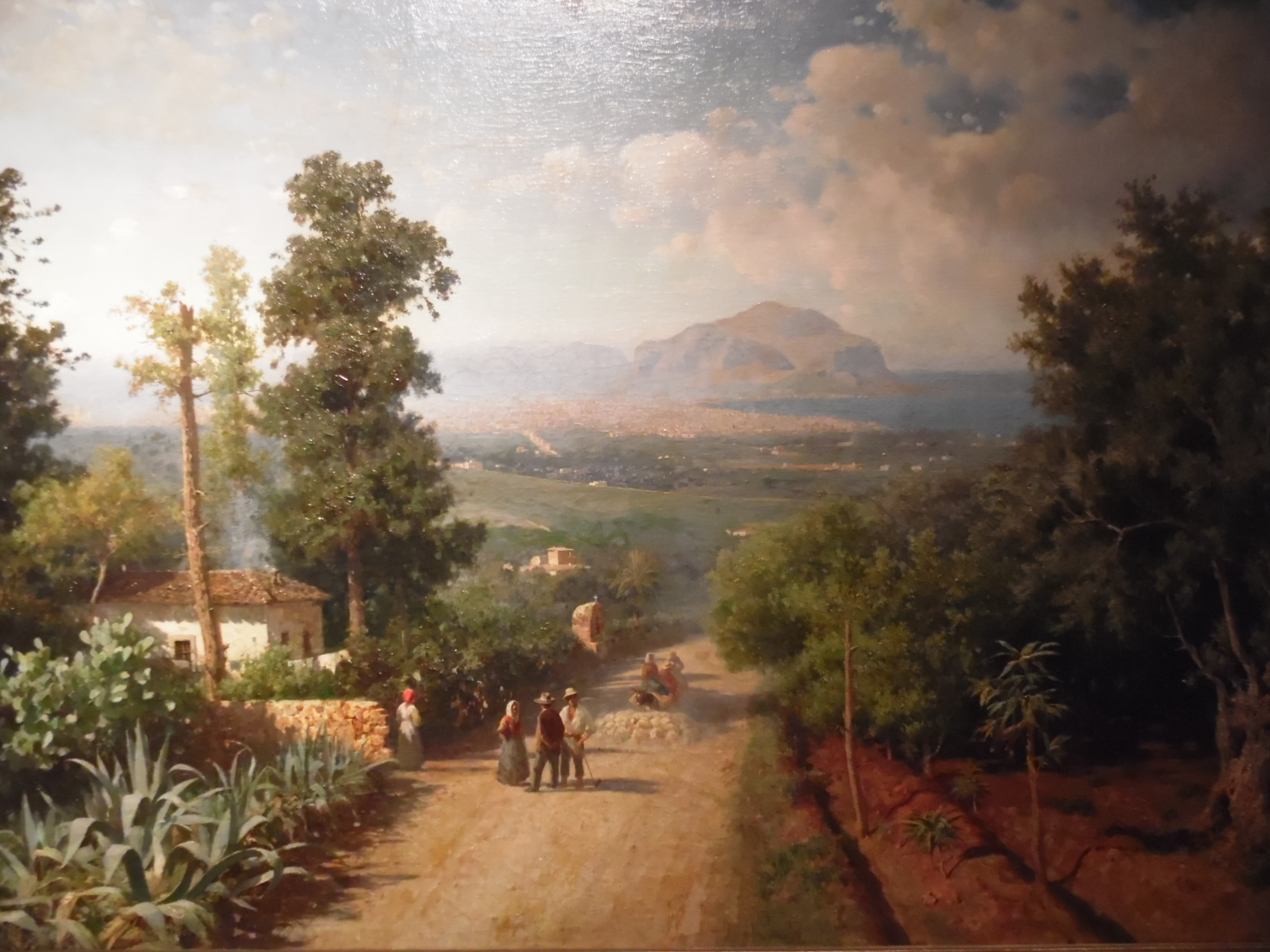
Francesco Lojacono: Veduta di Palermo (1875)

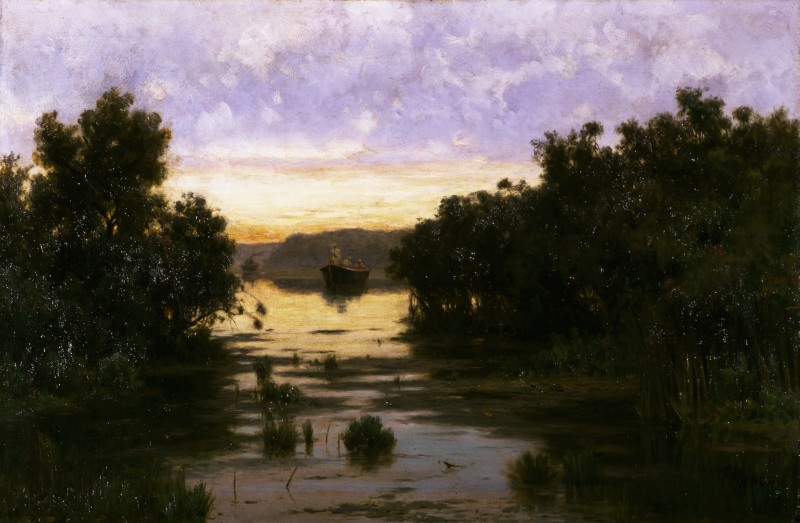
Francesco Lojacono: Le paludi, 1895–1900 (Fondazione Cariplo)

## Leben
Seine erste Ausbildung erhielt er von seinem Vater, dem Maler Luigi Lojacono (1806–1882). Bei Salvatore Lo Forte setzte er seine Ausbildung fort.
1856 erzielt er erste Ausstellungserfolge mit Ideallandschaften in Palermo, die es ihm erlaubten, sich in Neapel bei den Brüdern Giuseppe (1812–1888) oder Filippo Palizzi (1818–1899) weiter zu schulen. Es ist umstritten, bei welchem der beiden er in der Lehre war. Bei seinem bis 1859 währenden Aufenthalt in Neapel setzte er sich mit der Schule vom Posillipo auseinander. Es wird angenommen, dass er über Filippo Palizzi die Werke der Schule von Barbizon kennenlernte. Außerdem wurde er von Giacinto Gigante beeinflusst.
Dann zog es ihn nach Florenz, wo er Kontakt zur Malergruppe Macchiaioli bekam, die in Italien die Freilichtmalerei der Schule von Barbizon vertrat.
1860 schlossen sich er, sein Vater und der Bruder Salvatore Lojacono Giuseppe Garibaldi an und nahmen am „Zug der Tausend“ teil. Trotz seiner Verwundung in der Schlacht von Milazzo kämpfte er unter Nino Bixio an der Seite vieler Künstler in der Schlacht am Volturno am 1. Oktober 1860. 1861 nahm er erfolgreich an der ersten gesamtitalienischen Kunstausstellung in Florenz teil. Am 29. August 1862 geriet er mit Garibaldi beim Versuch, Rom zu erobern, in Aspromonte in Gefangenschaft.
Nach seiner baldigen Freilassung kehrte er nach Palermo zurück, wo er bis zu seinem Tode seinen Wohnsitz behielt. 1865 schloss er sich der Schule Resìna an, der auch Giuseppe de Nittis und Antonino Leto angehörten. Er beschickte in den folgenden Jahren zahlreiche, vor allem italienische Ausstellungen  mit seinen Werken, die sich einer wachsenden Beliebtheit erfreuten. 1870 wurden seine Werke auch in Wien bekannt, wo er 1871 persönlich weilte und von Kaiser Franz Joseph I. empfangen wurde.  1873 reiste er nach Paris, um dort im Salon Bilder auszustellen. Er blieb bis 1874. 1876 oder später kam er auch nach London und nach Berlin, wo ihn Wilhelm I. empfangen haben soll. 1877 wurde er in die Jury der Weltausstellung Paris 1878 gewählt, auf der er auch selbst ausstellte. Bei dieser Gelegenheit wurde erstmals Kritik an seiner akademischen Malweise geäußert. 1883 und 1888 wurden Bilder von ihm in München, 1891 in Berlin ausgestellt, 1895 auf der I. Biennale di Venezia, 1900 abermals in Paris.
1878 wurde er zum Honorarprofessor für Landschaftsmalerei an der Accademia di Belle Arti in Neapel ernannt. 1895 folgte die Berufung als Professor für “pittura di paesaggio e di marine” (deutsch: „Malerei der Landschaften und der Marine“) an der Accademia di belle arti in Palermo, ein Amt, das er von 1896 bis 1914 ausübte.
Lojacono wurde von Gabriele D’Annunzio geschätzt, der zahlreiche lobende Kritiken seiner Bilder schrieb. Unter seinen Schülern waren Gennaro Pardo und Ettore De Maria Bergler.
Er war verheiratet und hatte zahlreiche Kinder.

## Werk
Lojacono gilt als wichtigster Landschaftsmaler des 19. Jahrhunderts auf Sizilien. Theoretische Schriften von ihm sind nicht bekannt, doch lässt sich aus seiner Zugehörigkeit zu den genannten Künstlervereinigungen seine Positionierung ableiten. Vor ihm wurden auf Sizilien fast ausschließlich die antiken Ruinenstätten und die bekannten Städte an der Küste gemalt, wobei die Maler überwiegend Ausländer, vor allem Deutsche waren. Lojacono wählte hingegen im Sinne des romantischen Realismus neben Ansichten Palermos eher alltägliche Motive, auch aus dem Landesinneren, für seine Malerei.
Als einer der ersten italienischen Maler griff er neben gemalten Studien auf Fotografien als Vorlagen für seine Bilder zurück. Dies ist aus seinem Bemühen um größtmöglichen Realismus zu verstehen. Er setzte die Studien und Fotografien dann im Atelier zu meist großformatigen Bildern zusammen. Obwohl diesem Verfahren eine gewisse Künstlichkeit nicht abzusprechen war, lobten ihn die meisten Kritiker wegen der erzeugten realistischen Wirkung.
Landleute, Fischer, Hirten und Vieh beleben viele seiner Bilder, manchmal stellen sie auch den Hauptgegenstand dar und machen sie zu Genreszenen. Die Härte des Arbeitslebens ist manchmal zu erahnen, nie jedoch wird daraus eine Anklage von sozialen oder ökologischen Missständen. Lojacono malte auf ungrundierte Leinwand oder Holzplatte mit starkem, deckenden Farbauftrag.
Es lassen sich drei Hauptschaffensperioden erkennen.

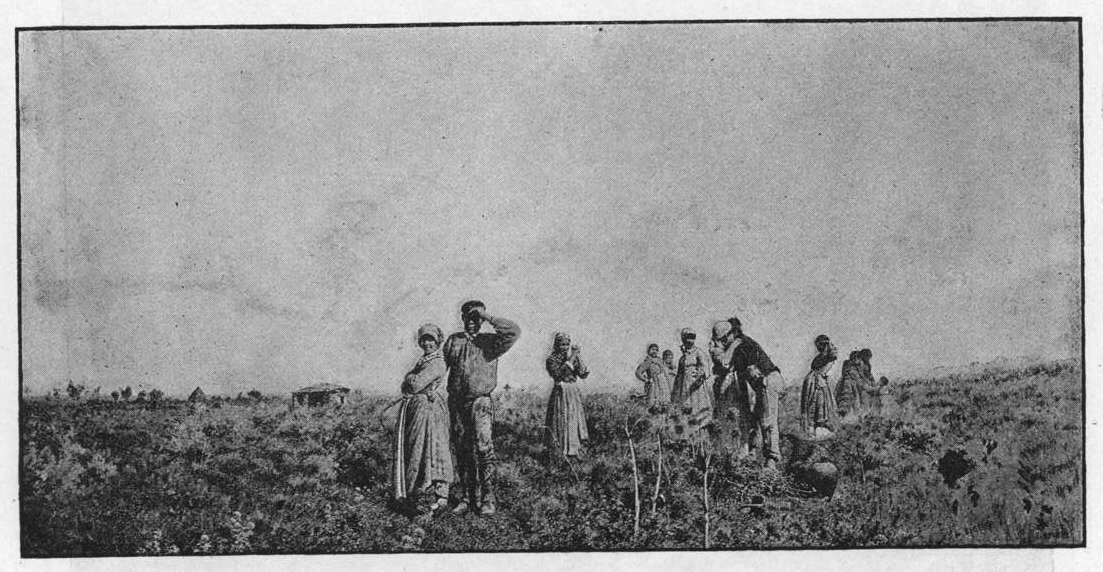
Francesco Lojacono:
Die Rückkehr, um 1883

- Von etwa 1863 bis 1879 malte er minutiös ausgeführte Landschaften in kultiviertem und fruchtbarem Aspekt mit einer Tendenz zur Idyllik, darunter auch bekannte Szenerien aus der Umgebung Palermos. Er malte damals schichtweise und bis in einzelne Blätter und Zweige detailliert.
- Von etwa 1880 bis 1894 malte er monumentale Sommerlandschaften, die hell, heiß und unerbittlich wirkten, jedoch immer noch schön. Diese Werke brachten ihm den Beinamen „Dieb der Sonne“ ein. Von traditionellen Veduten bekannte Szenerien wurden kaum noch gewählt. Mit dargestellt wurden ländliche Volksszenen, wobei die Armut der Bevölkerung zwar nicht verschleiert, aber auch nicht als Problem dargestellt wird. Er kam von der schichtweisen Malerei ab und setzte, soweit ohne Verwischen der Farbe möglich, die Farbflächen in einem Zug nebeneinander. Die scharfe Abgrenzung der Formen behielt er bei. Vereinzelt malte er als erster Sizlienmaler auch schon Herbstszenen.
- Von etwa 1895 bis 1915 bevorzugte er feucht-kühle und dunkle Szenenerien, die für Sizilien eher untypisch wirken, auch Gärten und Pflanzenporträts. Er ging zu einer unscharfen Malweise über, wobei er auf menschliche und Architekturstaffagen verzichtete. Die künstlerische Ausdruckskraft nahm in dieser Epoche stark ab.

Anlässlich einer Ausstellung seiner Werke 2005 in der Galleria d’Arte Moderna (Palermo) wurden sein Leben und Werk umfassend wissenschaftlich aufgearbeitet.

## Werke in öffentlichen Sammlungen
Zu seinen eifrigsten Sammlern gehörte der Kaufmann Giuseppe Sinatra (1863–1948) in Agrigent, der 1944 88 seiner Gemälde der Galleria Civica in Agrigent stiftete, dem heutigen Museo Civico von Agrigent. 13 Gemälde, eine Porträtbüste des Künstlers von Archimede Campini (1884–1950) und ein Porträt von Onofrio Tomaselli (1866–1956) befinden sich in der  Galleria d’Arte Moderna (Palermo). Weitere Werke in der Galleria Nazionale d’Arte Moderna in Rom  und im Museo di Capodimonte in Neapel.